# Tschaikowsky-Symphonieorchester des Moskauer Rundfunks
Das Tschaikowsky-Symphonieorchester des Moskauer Rundfunks (russisch Ордена Трудового Красного Знамени Большой симфонический оркестр имени Петра Ильича Чайковского) ist ein klassisch besetztes russisches Orchester in Moskau, das im Jahre 1930 gegründet wurde.

## Geschichte
Ursprünglich als Moskauer Radio-Symphonie-Orchester gegründet, diente es langjährig als staatliches Symphonie-Orchester des Rundfunks der Sowjetunion. Die offizielle Bezeichnung lautete: Großes Sinfonieorchester des Allunionsradios und des zentralen Fernsehens (russ. Большой симфонический оркестр Всесоюзного радио и Центрального телевидения). Es war in dieser Zeit eines der bedeutendsten Orchester der Sowjetunion und wurde insbesondere durch den Dirigenten Gennadi Roschdestwenski geprägt. Seit 1974 ist Wladimir Fedossejew Direktor und Chefdirigent des Orchesters.
Nach der Auflösung der Sowjetunion im Jahr 1991 wurde das Orchester 1993 vom russischen Ministerium für Kultur in Anerkennung der zentralen Rolle, die die Musik von Tschaikowski in seinem Repertoire spielt, umbenannt.

## Musikalische Leiter
- Alexander Iwanowitsch Orlow (1930–1937)
- Nikolai Semjonowitsch Golowanow (1937–1953)
- Alexander Wassiljewitsch Gauk  (1953–1961)
- Gennadi Nikolajewitsch Roschdestwenski (1961–1974)
- Wladimir Iwanowitsch Fedossejew (1974–)